# راسلمينيا 7
راسلمينيا 7 هو المهرجان السابع من سلسلة مهرجانات راسلمينيا التي تقدمها مؤسسة المصارعة العالمية الترفيهية عرض في 24 مارس 1991 في ساحة لوس أنجلوس التذكارية الرياضية في مدينة لوس أنجلوس في كاليفورنيا .

## روابط خارجية
- راسلمينيا 7 على موقع IMDb (الإنجليزية)
- راسلمينيا 7 على موقع قاعدة بيانات الفيلم (الإنجليزية)
- راسلمينيا 7 على موقع كينوبويسك (الروسية)

- Official website of WrestleMania VII
- WrestleMania VII Facts/Stats